# Diguetia propinqua
Diguetia propinqua är en spindelart som först beskrevs av O. Pickard-Cambridge 1896.  Diguetia propinqua ingår i släktet Diguetia och familjen Diguetidae. Inga underarter finns listade i Catalogue of Life.